# Heinäsaari (ö i Birkaland, Tammerfors, lat 61,78, long 23,68)
Heinäsaari är en ö i Finland. Den ligger i sjön Kuusjärvi och i kommunen Ylöjärvi i den ekonomiska regionen Tammerfors och landskapet Birkaland, i den södra delen av landet, 190 km norr om huvudstaden Helsingfors. Öns area är 15,6 hektar och dess största längd är 0,7 kilometer i sydväst-nordöstlig riktning.